# Lubrza (Opolské vojvodství)
Lubrza (česky Lubře, německy Leuber) je ves v jižním Polsku, v Opolském vojvodství, v okrese Prudník, ve gmině Lubrza.

## Geografie
Ves leží v Opavské pahorkatině u úpatí Zlatohorské vrchoviny.

## Doprava
Vesnicí procházejí silnice I. třídy č. 40 (DK40) a č. 41 (DK41).